# 葦原中国
葦原中国（あしはらのなかつくに）とは、日本神話において、高天原と黄泉の国の間にあるとされる世界。「葦原の中つ国」とも表記される。

## 概要
豊葦原中国（とよあしはらのなかつくに）もしくは、中津国（中つ国）とも言う。『古事記』には「豊葦原の千秋長五百秋の水穂国」（とよあしはらのちあきながいおあきのみずほのくに）『日本書紀』神代上には「豊葦原千五百秋瑞穂の地」（とよあしはらのちいおあきのみずほのくに）神代下には「豊葦原千五百秋瑞穂国」（同上）という記載がある。
高天原と黄泉国、根之堅洲国の中間に存在するとされる場所で、地上世界を指すとされる。また、中国には「中心の国」という意味もある。日本神話によれば、須佐之男命の粗暴に心を痛めた姉の天照大御神は天岩戸に隠れてしまい世の中が混乱してしまった。このため、八百万の神々は協議の結果、須佐之男命に千位置戸（通説では財物、異説では拷問道具）を納めさせ、鬚を切り、手足の爪を抜いて高天原から追放したとされる（『古事記』では神逐（かんやらい）、『日本書紀』では逐降（かんやらひやらひ）と称する）。須佐之男命の子孫または息子である大国主神（オホナムチ）が、少名毘古那神と協力して天下を経営し、禁厭（まじない）、医薬などの道を教え、葦原中国の国作りを完成させたといわれる。その後天照大御神の使者達に国土を天孫邇邇芸命に譲渡することを要請され、息子の事代主神と建御名方神の了承・降伏を受け、宮殿の建築と引き換えに大国主神は杵築（きづき）の地に隠退、後に出雲大社の祭神となっている。また『日本書紀』には服従しない神々を殺戮し、最終的に事代主神と大物主神が帰順したとされる。これを受け、天孫が豊葦原中津国に天降りした。

## 解釈

### 慈遍
慈遍は、『豊葦原神風和記』の中で天地が開いたときに生まれた神の天御中主尊は、浮かんでいる形が葦牙のようで、次第に国ができたので、この国を「豊葦原中津國」というとした。

### 宝賀寿男の主張
宝賀寿男の説によれば、本来の高天原（所謂邪馬台国）は北九州の筑後川中・下流域にあり、天孫降臨の地は現在の怡土郡・早良郡（現糸島市、旧伊都国）辺りで、葦原中国とは海神信仰の強い那珂郡（奴国）のことであって、現在でいう出雲国ではないともされる。実際に奴国と想定される博多地域では志賀海神社や安曇氏など海神族の色合いが濃く、出土した金印の鈕も海神族のトーテムである蛇である。また事代主神と建御名方神の国譲りは、『日本書紀』の神婚譚にも見えるように、実際には現在の奈良県（旧大和国、大神・磯城周辺）であったとされる。実際に『出雲国風土記』には事代主神も建御名方神も登場しない。